# Konstans
Konstans (grško Κώνστας Α', latinsko Flavivs Jvlivs Constans Avgvstvs), cesar Rimskega cesarstva od leta 337 do 350, * okoli 323, †  350, Vicus Helena, Galija.
Leta 340 je porazil svojega brata Konstantina II., nejevolja v vojski zaradi njegovega osebnega življenja in naklonjenosti telesni straži, sestavljeni iz barbarov, je izzvala upor generala Magnencija in Konstansov uboj leta 350.

## Življenjepis
Bil je tretji in najmlajši sin cesarja Konstantina Velikega in njegove druge žene Fauste. Odraščal je na dvoru svojega očeta v Konstantinoplu pod skrbništvom pesnika Emilija Magna Arborija.
25. decembra 333 ga je oče povišal v cezarja. Že pred letom 337 so ga zaročili z Olimpijo, hčerko pretorijanskega prefekta Ablabija, vendar se z njo nikoli ni poročil. Po Konstantinovi smrti leta 337 je skupaj z bratoma Konstantinom II. in Konstancijem II. organiziral poboj skoraj vseh moških sorodnikov Konstantina Velikega, ki so bili morebitni kandidati za rimski prestol, potem pa si je z njima razdelil Rimsko cesarstvo. 9. septembra 337 ga je vojska razglasila za avgusta. Po razglasitvi je takoj odšel na pohod proti Sarmatom in dosegel odmevno zmago.
Konstans, ki je bil zaradi mladoletnosti pod skrbništvom Konstantina II., je nasledil pretorijanski prefekturi Italijo in Afriko.  Ker s takšno delitvijo ni bil zadovoljen, so se bratje leta 338 srečali v Viminaciju (12 km od sedanjega Kostolca, Srbija), da bi revidirali meje svojih ozemelj.  Konstansu je uspelo dobiti prefekturo Ilirik in škofijo Trakijo, ki sta po smrti Konstantina Velike pripadli njihovemu bratrancu Dalmaciju.
Nad Konstansovo pridobitvijo se je začel zdaj pritoževati Konstantin II., ki se je počutil prikrajšanega zaradi svojega položaja Konstantinovega prvorojenca. Zahteval je, da mu Konstans prepusti svoje afriške province, s čimer se je Konstans zaradi ohranitve krhkega miru strinjal. Konstantin II. tudi s tem dogovorom ni bil zadovoljen in se začel prepirati o tem, katere afriške province pripadajo Kartagini, se pravi njemu, in katere Italiji, se pravi Konstansu. Napetosti med bratoma so naračale in dosegle višek s Konstansovo polnoletnostjo, ko je prenehalo Konstantinovo skrbništvo. Končale so se s Konstantinovim napadom na Italijo leta 340. Konstans, ki je bil takrat v Dakiji, je na zahod poslal del svojih zvestih ilirskih čet, sam pa je z ostankom vojske nameraval oditi za njimi.   Konstantina so še pred njegovim prihodom v Ogleju ubili iz zasede in Konstans je po njegovi smrti nasledil bratova ozemlja v Hispaniji, Britaniji in Galiji.
Konstans je svoje vladanje začel zelo energično.  Leta 341-342 je vodil uspešen vojni pohod proti Frankom in na začetku leta 343 odplul v Britanijo. Njegov prihod opisuje Julij Firmik Matern, ki omenja nevarno plovbo preko Rokavskega preliva in nevarne zimske mesece, ne pa tudi vzroka za njegov prihod. Vzrok je bil vsekakor povezan s kakšno vojaško operacijo, morda z napadom Piktov ali Škotov.
Kar se vere tiče, je bil strpen do judovstva, poganom pa je leta 341 z ediktom prepovedal pogansko žrtvovanje. Zatrl je donatizem v Afriki in podpiral nicejsko veroizpoved proti arijanstvu, za katerega se je zavzemal njegov brat Konstancij. Leta 343 je sklical koncil v Serdiki (Sofija, Bolgarija), na katerem je želel zgladiti verska nasprotja. Koncil je doživel popoln polom  in verski spor bi se leta 346 skoraj končal z vojno. Končal se je z začasnim dogovorom, da lahko oba cesarja znotraj svojih interesnih sfer podpirata svojo izbrano duhovščino.

## Smrt
Zadnja leta vladanja je Konstans zaslovel kot krut in slab vladar.   Zaradi gospodovanja protežirancev, prizadetosti zaradi svoje homoseksualnosti  in neprikritega favoziriranja svoje telesne straže je izgubil vso podporo vojske.  Leta 350 se je general Magnencij s podporo legij na renski meji, kasneje pa vseh zahodnih provinc cesarstva, v Augustodunumu razglasil za cesarja.  Ko je Konstans izvedel za Magnencijevo dejanje, je pobegnil od doma in poskušal priti v Italijo ali Španijo. Magnencijevi pristaši so ga izsledili v trdnjavi Vicus Helena (sedaj Elne) v Pirenejih v jugozahodni Galiji, in ga, medtem ko je iskal zatočišče v templju, ubili.

### Primarni viri
- Zosim, Istoria Nea, 2. knjiga.
- Avrelij Viktor, Epitome de Caesaribus.
- Evtropij, Breviarium ab urbe condita.

### Sekundarni viri
- DiMaio, Michael, Frakes, Robert, Constans I (337–350 A.D.), De Imperatoribus Romanis, Encyclopedia of Roman Emperors.
- Jones, A.H.M., Martindale, J.R., The Prosopography of the Later Roman Empire, I. del: AD260-395, Cambridge University Press, 1971.
- A. Canduci (2010). Triumph and Tragedy: The Rise and Fall of Rome's Immortal Emperors. Pier 9 Books. ISBN 978-1-74196-598-8.

Gibbon, Edward, Decline & Fall of the Roman Empire, 1888.
| Konstans Konstantinska dinastijaRojen: 320 Umrl: 350 |                                                                                   |                                              |
| Vladarski nazivi                                     |                                                                                   |                                              |
| Predhodnik: Konstantin I.                            | Cesar Rimskega cesarstva 337–350 Služboval ob: Konstanciju II. in Konstantinu II. | Naslednik: Vetranij in Magnencij (uzurpator) |